# 勒韦尔日
勒韦尔日（法語：Levergies，法語發音：[ləvɛʁʒi]）是法国上法蘭西大區埃纳省的一个市镇，属于圣康坦区。

## 地理
勒韦尔日（49°55'38"N, 3°18'46"E）面积7.67 平方千米，位于法国上法蘭西大區埃纳省，该省份为法国北部内陆省份，北起北部省，西接索姆省和瓦兹省，东临阿登省和马恩省，西南至塞纳-马恩省，东北部与比利时接壤。
与勒韦尔日接壤的市镇（或旧市镇、城区）包括：勒欧库尔、容库尔、莱丹、马福拉福斯、拉米库尔、塞克阿尔。

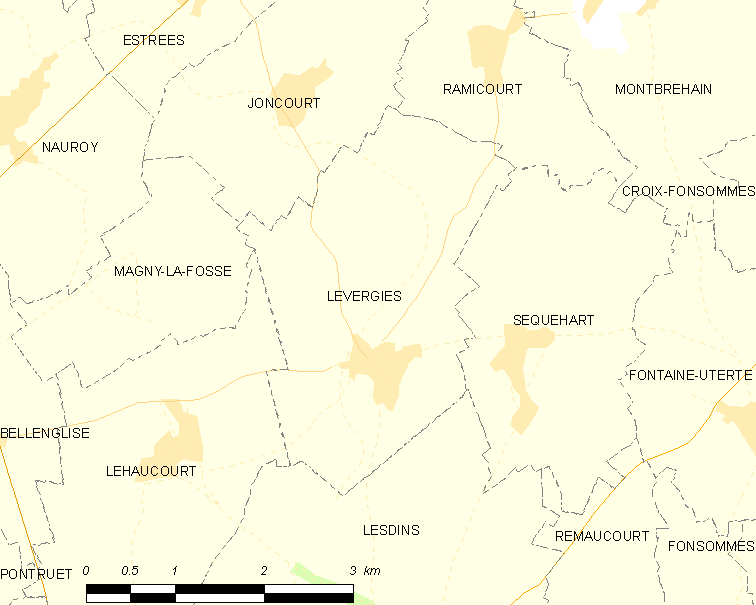
勒韦尔日的OSM定位图

勒韦尔日的时区为UTC+01:00、UTC+02:00（夏令时）。

## 行政
勒韦尔日的邮政编码为02420，INSEE市镇编码为02426。

## 政治
勒韦尔日所属的省级选区为博安昂韦尔芒多瓦县。

## 人口

1962-2008年间勒韦尔日人口变化图示

勒韦尔日于2022年1月1日时的人口数量为541人。